# Jan Ładoś
Jan Kazimierz Franciszek Ładoś (ur. 8 października?/21 października 1906 w Ołomuńcu, zm. 11 marca 2005 w Szczawnicy) – podpułkownik Wojska Polskiego.

## Życiorys
Jan Kazimierz Franciszek Ładoś urodził się 21 października 1906 roku w Ołomuńcu, w rodzinie Kazimierza, generała dywizji, i Franciszki Kafki de Siettheim. Uczęszczał do szkół w różnych miastach, co wynikało ze zmian stacjonowania jego ojca. Od 1923 roku mieszkał w Grudziądzu, gdzie w 1926 roku ukończył Państwowe Gimnazjum Matematyczno-Przyrodnicze .
W 1926 roku został przyjęty do Szkoły Podchorążych Piechoty w Ostrowi Mazowieckiej. W następnym roku rozpoczął naukę w Oficerskiej Szkole Kawalerii w Grudziądzu, która w 1928 roku została przemianowana na Szkołę Podchorążych Kawalerii. 15 sierpnia 1929 roku Prezydent RP Ignacy Mościcki mianował go podporucznikiem ze starszeństwem z dniem 15 sierpnia 1929 roku i 2. lokatą w korpusie oficerów kawalerii, a Minister Spraw Wojskowych wcielił do 18 pułku Ułanów Pomorskich w Grudziądzu. W tym czasie jako wojskowy kawalerzysta zajmował się również sportem jeździeckim. Startował z powodzeniem w zawodach hippicznych na koniu Blask .
W 1932 awansował do stopnia porucznika, a w 1938 – rotmistrza. Był dowódcą 2 szwadronu liniowego 18 p.uł. 1 września 1939 uczestniczył w ciężkich walkach w rejonie Chojnic, które zakończyła słynna szarża 1 i 2 szwadronu pod Krojantami. 5 września dostał się do niewoli niemieckiej i przebywał w obozach jenieckich, z których bezskutecznie próbował uciec. W styczniu 1945 – podczas uwalniania Oflagu II C Woldenberg, w którym wówczas był osadzony – został poważnie ranny w głowę. Do kwietnia przebywał na leczeniu w szpitalach radzieckich i polskich.
Następnie już jako cywil podjął pracę urzędnika w administracji sanatoriów w Szczawnicy, Rymanowie, a od 1953 w Cieplicach, gdzie był zatrudniony aż do emerytury. Przeszedł na nią w 1975.
W 1990 roku został awansowany do stopnia majora (przez Rząd RP na uchodźstwie), a w 2000 – podpułkownika w stanie spoczynku. 10 czerwca 1992 decyzją Rady Miejskiej Grudziądza otrzymał ponadto tytuł „Honorowego Obywatela” tego miasta .
Zmarł 11 marca 2005 w Szczawnicy i został pochowany na tamtejszym cmentarzu.
W sierpniu 1939 poślubił Marię Płachtowską, córkę prawnika, absolwentkę Państwowego Gimnazjum i Liceum Żeńskiego w Grudziądzu .
10 czerwca 1992 Społeczna Szkoła Podstawowa Grudziądzkiego Stowarzyszenia Edukacji obrała Jana Ładosia za swojego patrona.

## Ordery i odznaczenia
- Krzyż Oficerski Orderu Odrodzenia Polski
- Srebrny Medal „Zasłużonym na Polu Chwały”
- Medal Zwycięstwa i Wolności 1945
- Odznaka Grunwaldzka
- Jasnogórski Medal „Pro Fide et Patria”